# Glass
A Glass folyó a Man-szigeten, Injebreck területén ered, Douglastől, a sziget fővárosától 10 km-re északra. A Nyugati Baldwwin-völgyön folyik le, majd a Dhoohoz csatlakozik a főváros külvárosában, mielőtt a kikötőnél a tengerbe ömlene. A Dhoo és a Glass egymáshoz egyre inkább közeledve alakítják ki a Douglas folyót, ahonnét a város a nevét kapta.
A folyó neve, Glass, manx nyelven zöldet jelent. 
Onchan kerület nyugati végét a folyó nyomvonala jelöli ki.